# François Purcell
 (octobre 2009).
Pour les articles homonymes, voir Purcell.
François Purcell est une personnalité politique montréalaise.

## Biographie
François Purcell commence sa carrière municipale en 1998 à titre de conseiller de la ville dans le district Saint-Édouard, dans l'arrondissement Rosemont–La Petite-Patrie. Il siège sur la Commission sur les finances, les services administratifs et des ressources humaines de la ville de Montréal. Il est nommé chef du parti Vision Montréal le 3 mai 2006. Il succédait ainsi à Pierre Bourque qui avait alors décidé de quitter la scène politique municipale. Il a aussi présidé le caucus du parti Vision Montréal jusqu’au mois de novembre 2007. Il demeurera chef du Parti Vision jusqu'à la venue de Benoît Labonté à la tête du parti.
Au sein de l’opposition officielle de Montréal, il a été le responsable des finances, de la gestion stratégique, de la fiscalité, des services administratifs, du plan triennal d’immobilisations, des affaires corporatives, des ressources humaines et des sociétés para-municipales.
Il joint le Parti Union Montréal de Gérald Tremblay en 2009 mais il perd lors de l'Élection municipale montréalaise de 2009 au poste de Maire de l'arrondissement d'Ahuntsic-Cartierville.

De 2010 à 2017, il a été attaché politique au cabinet du maire et du comité exécutif de la Ville de Montréal. Il était chargé des dossiers de finances, du développement économique, des ressources humaines et des infrastructures.
En 2018, il est nommé en tant que directeur de cabinet au bureau des élus de l'arrondissement de Montréal-Nord.